# Liste der deutschen Landwirtschaftsminister
Landwirtschafts- und Ernährungsminister sind bzw. waren jene Mitglieder des Bundes- bzw. Reichskabinetts, die sich um die Qualität und Kontrolle der Nahrungsmittel kümmern (Verbraucherschutz) sowie um die Land- und Forstwirtschaft.

## Präsidenten bzw. Staatssekretäre des Kriegs- bzw. Reichsernährungsamtes im Kaiserreich (1916–1918)

Wappen des Kaiserreiches

| Name                                 | Amtszeit (Beginn) | Amtszeit (Ende)  | Partei |
| ------------------------------------ | ----------------- | ---------------- | ------ |
| Adolf Tortilowicz von Batocki-Friebe | 22. Mai 1916      | 6. August 1917   | –      |
| Wilhelm von Waldow                   | 6. August 1917    | 9. November 1918 | –      |
| Emanuel Wurm                         | 14. November 1918 | 13. Februar 1919 | USPD   |

## Reichsminister für Ernährung und Landwirtschaft der Weimarer Republik (1919–1933)

Wappen der Weimarer Republik

| Nr. | Name                      | Lebensdaten | Amtszeit (Beginn) | Amtszeit (Ende)   | Partei    |
| --- | ------------------------- | ----------- | ----------------- | ----------------- | --------- |
| 01  | Robert Schmidt            | 1864–1943   | 13. Februar 1919  | 26. März 1920     | SPD       |
| 02  | Andreas Hermes            | 1878–1964   | 27. März 1920     | 10. März 1922     | Zentrum   |
| 03  | Anton Fehr                | 1881–1954   | 31. März 1922     | 21. November 1922 | BBB       |
| 04  | Karl Müller               | 1884–1964   | 22. November 1922 | 25. November 1922 | Zentrum   |
| 05  | Hans Luther               | 1879–1962   | 1. Dezember 1922  | 4. Oktober 1923   | parteilos |
| 06  | Gerhard Graf von Kanitz   | 1885–1949   | 6. Oktober 1923   | 5. Dezember 1925  | parteilos |
| 07  | Heinrich Haslinde         | 1881–1958   | 19. Januar 1925   | 17. Dezember 1926 | Zentrum   |
| 08  | Martin Schiele            | 1870–1939   | 28. Januar 1927   | 12. Juni 1928     | DNVP      |
| 09  | Hermann Dietrich          | 1879–1954   | 28. Juni 1928     | 27. März 1930     | DDP       |
| 10  | Martin Schiele            | 1870–1939   | 30. März 1930     | 30. Mai 1932      | CNBL      |
| 11  | Magnus Freiherr von Braun | 1878–1972   | 1. Juni 1932      | 28. Januar 1933   | DNVP      |

## Reichsminister für Ernährung des Deutschen Reiches (Deutsches Reich 1933–1945)

Wappen Deutschlands während des Nationalsozialismus

| Nr. | Name                  | Lebensdaten | Amtszeit (Beginn) | Amtszeit (Ende) | Partei |
| --- | --------------------- | ----------- | ----------------- | --------------- | ------ |
| 01  | Alfred Hugenberg      | 1865–1951   | 30. Januar 1933   | 29. Juni 1933   | DNVP   |
| 02  | Richard Walther Darré | 1895–1953   | 29. Juni 1933     | 23. Mai 1942    | NSDAP  |
| 03  | Herbert Backe         | 1896–1947   | 23. Mai 1942      | 23. Mai 1945    | NSDAP  |

## Landwirtschaftsminister der Deutschen Demokratischen Republik (1949–1990)

Wappen der DDR

| Nr. | Name                                   | Lebensdaten                            | Amtszeit (Beginn)                      | Amtszeit (Ende)                        | Partei                                 |
| Minister für Land- und Forstwirtschaft | Minister für Land- und Forstwirtschaft | Minister für Land- und Forstwirtschaft | Minister für Land- und Forstwirtschaft | Minister für Land- und Forstwirtschaft | Minister für Land- und Forstwirtschaft |
| --- | -------------------------------------- | -------------------------------------- | -------------------------------------- | -------------------------------------- | -------------------------------------- |
| 01 | Ernst Goldenbaum                       | 1898–1990                              | 11. Oktober 1949                       | 8. November 1950                       | DBD                                    |
| 02 | Paul Scholz                            | 1902–1995                              | 8. November 1950                       | 1. Mai 1952                            | DBD                                    |
| 03 | Wilhelm Schröder                       | 1913–1967                              | 1. Mai 1952                            | 16. Mai 1953                           | DBD                                    |
| 04 | Hans Reichelt                          | 1925–2025                              | 16. Mai 1953                           | 1. November 1953                       | DBD                                    |
| 05 | Paul Scholz                            | 1902–1995                              | 1. November 1953                       | 19. März 1955                          | DBD                                    |
| 06 | Hans Reichelt                          | 1925–2025                              | 19. März 1955                          | 1. März 1960                           | DBD                                    |
| Minister für Landwirtschaft, Erfassung und Forstwirtschaft |                                        |                                        |                                        |                                        |                                        |
| 06 | Hans Reichelt                          | 1925–2025                              | 1. März 1960                           | 6. Februar 1963                        | DBD                                    |
| Zwischen 1963 und 1972 war das Landwirtschaftsministerium aufgelöst und durch den Landwirtschaftsrat ersetzt. Dessen Präsident war während dieser Zeit Georg Ewald. |                                        |                                        |                                        |                                        |                                        |
| Minister für Land-, Forst- und Nahrungsgüterwirtschaft |                                        |                                        |                                        |                                        |                                        |
| 07 | Georg Ewald                            | 1926–1973                              | 1. Januar 1972                         | 17. September 1973                     | SED                                    |
| 08 | Heinz Kuhrig                           | 1929–2001                              | 3. Oktober 1973                        | 3. Dezember 1982                       | SED                                    |
| 09 | Bruno Lietz                            | 1925–2005                              | 3. Dezember 1982                       | 7. November 1989                       | SED                                    |
| 10 | Hans Watzek                            | * 1932                                 | 18. November 1989                      | 12. April 1990                         | DBD                                    |
| Minister für Ernährung, Landwirtschaft und Forsten |                                        |                                        |                                        |                                        |                                        |
| 11 | Peter Pollack                          | 1930–2017                              | 12. April 1990                         | 16. August 1990                        | parteilos                              |
| 12 | Gottfried Haschke                      | 1935–2018                              | 20. August 1990                        | 2. Oktober 1990                        | CDU                                    |

## Ernährungsminister der Bundesrepublik Deutschland (seit 1949)

Wappen der Bundesrepublik

| Nr.                                                                            | Name                                                                 | Lebensdaten                                                          | Amtszeit (Beginn)                                                    | Amtszeit (Ende)                                                      | Partei                                                               |
| Bundesminister für Ernährung, Landwirtschaft und Forsten (1949–2001)           | Bundesminister für Ernährung, Landwirtschaft und Forsten (1949–2001) | Bundesminister für Ernährung, Landwirtschaft und Forsten (1949–2001) | Bundesminister für Ernährung, Landwirtschaft und Forsten (1949–2001) | Bundesminister für Ernährung, Landwirtschaft und Forsten (1949–2001) | Bundesminister für Ernährung, Landwirtschaft und Forsten (1949–2001) |
| ------------------------------------------------------------------------------ | -------------------------------------------------------------------- | -------------------------------------------------------------------- | -------------------------------------------------------------------- | -------------------------------------------------------------------- | -------------------------------------------------------------------- |
| 01                                                                             | Wilhelm Niklas                                                       | 1887–1957                                                            | 20. September 1949                                                   | 20. Oktober 1953                                                     | CSU                                                                  |
| 02                                                                             | Heinrich Lübke                                                       | 1894–1972                                                            | 20. Oktober 1953                                                     | 15. September 1959                                                   | CDU                                                                  |
| 03                                                                             | Werner Schwarz                                                       | 1900–1982                                                            | 14. Oktober 1959                                                     | 26. Oktober 1965                                                     | CDU                                                                  |
| 04                                                                             | Hermann Höcherl                                                      | 1912–1989                                                            | 26. Oktober 1965                                                     | 21. Oktober 1969                                                     | CSU                                                                  |
| 05                                                                             | Josef Ertl                                                           | 1925–2000                                                            | 22. Oktober 1969                                                     | 17. September 1982                                                   | FDP                                                                  |
| 06                                                                             | Björn Engholm                                                        | * 1939                                                               | 17. September 1982                                                   | 1. Oktober 1982                                                      | SPD                                                                  |
| 07                                                                             | Josef Ertl                                                           | 1925–2000                                                            | 4. Oktober 1982                                                      | 29. März 1983                                                        | FDP                                                                  |
| 08                                                                             | Ignaz Kiechle                                                        | 1930–2003                                                            | 30. März 1983                                                        | 21. Januar 1993                                                      | CSU                                                                  |
| 09                                                                             | Jochen Borchert                                                      | * 1940                                                               | 21. Januar 1993                                                      | 26. Oktober 1998                                                     | CDU                                                                  |
| 10                                                                             | Karl-Heinz Funke                                                     | * 1946                                                               | 27. Oktober 1998                                                     | 12. Januar 2001                                                      | SPD                                                                  |
| Bundesminister für Verbraucherschutz, Ernährung und Landwirtschaft (2001–2005) |                                                                      |                                                                      |                                                                      |                                                                      |                                                                      |
| 11                                                                             | Renate Künast                                                        | * 1955                                                               | 12. Januar 2001                                                      | 4. Oktober 2005                                                      | Grüne                                                                |
|                                                                                | Jürgen Trittin (kommissarisch)                                       | * 1954                                                               | 4. Oktober 2005                                                      | 22. November 2005                                                    | Grüne                                                                |
| Bundesminister für Ernährung, Landwirtschaft und Verbraucherschutz (2005–2013) |                                                                      |                                                                      |                                                                      |                                                                      |                                                                      |
| 12                                                                             | Horst Seehofer                                                       | * 1949                                                               | 22. November 2005                                                    | 27. Oktober 2008                                                     | CSU                                                                  |
| 13                                                                             | Ilse Aigner                                                          | * 1964                                                               | 31. Oktober 2008                                                     | 30. September 2013                                                   | CSU                                                                  |
|                                                                                | Hans-Peter Friedrich (kommissarisch)                                 | * 1957                                                               | 30. September 2013                                                   | 17. Dezember 2013                                                    | CSU                                                                  |
| Bundesminister für Ernährung und Landwirtschaft (2013–2025)                    |                                                                      |                                                                      |                                                                      |                                                                      |                                                                      |
| 14                                                                             | Hans-Peter Friedrich                                                 | * 1957                                                               | 17. Dezember 2013                                                    | 17. Februar 2014                                                     | CSU                                                                  |
| 15                                                                             | Christian Schmidt                                                    | * 1957                                                               | 17. Februar 2014                                                     | 14. März 2018                                                        | CSU                                                                  |
| 16                                                                             | Julia Klöckner                                                       | * 1972                                                               | 14. März 2018                                                        | 8. Dezember 2021                                                     | CDU                                                                  |
| 17                                                                             | Cem Özdemir                                                          | * 1965                                                               | 8. Dezember 2021                                                     | 6. Mai 2025                                                          | Grüne                                                                |
| Bundesministerium für Landwirtschaft, Ernährung und Heimat (seit 2025)         |                                                                      |                                                                      |                                                                      |                                                                      |                                                                      |
| 18                                                                             | Alois Rainer                                                         | *1965                                                                | 6. Mai 2025                                                          | amtierend                                                            | CSU                                                                  |